# Festival Poemestiu
El Poemestiu (Festival de Poesia de l’Empordà) és un festival de poesia que, des de 2011, se celebra cada estiu, entre juliol i agost, a diversos municipis de l’Alt Empordà, concretament, Agullana, Capmany, Darnius, Navata i el celler La Vinyeta de Mollet de Peralada. És un festival que fomenta la poesia amb recitals poètics, concerts de cançó o música, sopars a La Vinyeta, premis literaris, exposicions d'altres arts (pintura, escultura, fotografia…), Poemestiuet (poesia per a la mainada) i el Memorial Montserrat Oriol (homenatge a una de les fundadores del festival). És un cicle únic amb unes característiques úniques.

### Història
El 2011, quatre poetes de quatre poblacions de l'Empordà es van unir per organitzar, cadascun al seu municipi, un recital de poesia, i tots junts van rebre el nom de Poemestiu. Els municipis eren Darnius, Navata, Palamós i Castelló d'Empúries. Es van aixoplugar sota versos.cat, un portal poètic reconegut per la Biblioteca de La Salle Reus. L’any següent, el 2012, ho ampliarien a Maçanet. El 2013 hi van sumar Figueres, on va tenir lloc un recital del festival cada any fins al 2021. A part de la poesia, hi van afegir també la música.
El 2014 van tenir lloc els primers Premis Poemestiu La Vinyeta, un concurs anual de poesia que se celebra a l’esmentat celler de Mollet de Peralada, on a més s'hi fan altres espectacles poètics, que mariden poesia amb vi i paisatge. Aquests premis van tenir una gran repercussió a la premsa, des del Diari de Girona, el setmanari Empordà, Hora Nova o El Punt Avui fins a portals com Surt de Casa, Salines-Bassegoda o versos.cat.
El 2015 el festival va passar per Roses, on es van fer un menú poètic (2015) i un Poemestiuet (2016) i també per Taravaus, on s'hi van fer, durant dos anys, uns vermuts poètics al migdia. El 2018 va morir la poeta darniuenca, i una de les fundadores, Montserrat Oriol, i des d’aleshores, cada any se li dedica, a part de l'edició d'aquell any, el Memorial Montserrat Oriol, que s'atorga a una persona (o entitat) que fomenta la poesia des de l’Empordà.
El 2020 no es va poder celebrar el festival per culpa del Coronavirus, només es va atorgar el Memorial Montserrat Oriol. Des de llavors, el Poemestiu ha crescut molt: nous instruments (lira, arpa, saxo…), més pobles (Agullana i Capmany) i més propostes poètiques, des del Poemestiuet (animació infantil poètica) fins a l’Expoemestiu (exposició cada any d’alguna peça artística).